# Seconde guerre ndébélé
La seconde guerre ndébélé, aussi connue sous le nom de  « rébellion du Matabeleland » et, au Zimbabwe actuel, comme la « première Chimurenga », se déroule entre mars 1896 et octobre 1897 en Rhodésie du Sud. Elle oppose la British South Africa Company aux Ndébélé, ce qui amène à un conflit généralisé avec les Shona.
Les Britanniques envoient immédiatement des troupes pour réprimer Shona et Ndébélé, mais le coût humain est élevé des deux côtés. Des mois s'écoulent avant que les forces britanniques soient suffisamment fortes pour lever les sièges et défendre les principales zones de peuplement ; la guerre fait rage jusqu'en octobre de l'année qui suit.

## Guerre au Matabeleland

### Contexte
En mars 1896, les Ndébélé se révoltent contre l'autorité de la British South Africa Company (BSAC). Le mlimo (ou m'limo, ou umlimo), le dirigeant spirituel des Ndébélé, suscite et entretient la colère conduisant à cette confrontation. Il convainc les Ndébélé et les Shona que les colons, près de 4 000 personnes à l'époque, sont responsables de la sécheresse, des invasions de criquets et de la peste bovine qui ravagent la région. 
L'appel du mlimo arrive à point nommé. Quelques mois auparavant, l'administrateur général de la BSAC pour le Matabeleland, Leander Starr Jameson, avait envoyé la plupart de ses troupes combattre la république du Transvaal lors du malheureux « raid Jameson », ce qui laisse le pays presque sans défense.

### Rébellion
Le mlimo prévoit d'attendre jusqu'à la nuit du 29 mars, à la pleine lune, pour s'emparer de Bulawayo par surprise, immédiatement après une cérémonie appelé la « grande danse ». Il promet, par l'intermédiaire de ses prêtres, que si les Ndébélé entrent en guerre, les balles des colons se changeront en eau et les obus des canons deviendront des œufs. Son plan consiste à d'abord tuer tous les colons de Bulawayo mais de ne pas détruire la ville afin qu'elle serve de kraal royal à la nouvelle réincarnation du roi Lobengula. Le mlimo décrète que les colons doivent être attaqués et chassés du pays par le col de Mangwe, sur le flanc ouest des collines de Matobo, qui est laissé libre à cet effet. Une fois les colons chassés de Bulawayo, les guerriers Ndébélé et Shona sont censés se répandre dans le pays et continuer le massacre jusqu'à ce que les colons soient tués ou aient fui.
Cependant, plusieurs jeunes guerriers sont impatients d'entrer en guerre et la rébellion se déclenche prématurément. Le 20 mars, des rebelles s'attaquent à un policier autochtone. Au cours des jours qui suivent, des prospecteurs et des colons sont tués. Le célèbre chasseur et explorateur Frederick Selous entend des rumeurs à ce sujet, mais il pense que c'est un problème isolé. Lorsque la nouvelle que d'autres policiers ont été tués parvient à ses oreilles le 23 mars, il comprend que les Ndébélé ont commencé une rébellion massive.
Près de 2 000 guerriers Ndébélé commencent la rébellion le 24 mars. Beaucoup, quoique pas tous, des policiers autochtones désertent immédiatement et se joignent aux rebelles. Les guerriers sont équipés d'armes diverses, fusils Martini-Henry, carabines Winchester, fusils Lee-Metford, sagaies, knobkierries et haches de guerre. Au fur et à mesure de l'expansion de la rébellion, les Shona se joignent eux aussi aux rebelles et les colons fuient et convergent vers Bulawayo. En une semaine, 141 colons sont tués au Matabeleland, 103 autres au Mashonaland et des centaines de maisons, de ranches et de mines sont brûlés. Un cas particulièrement tragique est celui de Madame Fourie, retrouvée mutilée ainsi que ses six enfants. Deux jeunes filles de la famille Ross sont tuées de manière similaire dans la maison familiale nouvellement construite.

### Siège de Bulawayo

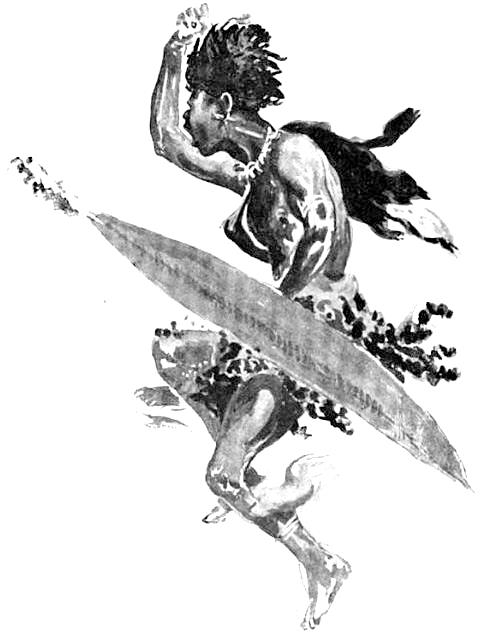
Dessin de Robert Baden-Powell représentant un guerrier Ndébélé.

Ne disposant que de peu de troupes pour se défendre, les colons mettent rapidement un laager en place au centre de Bulawayo, fait de chariots remplis de sacs de sable. Du fil de fer barbelé est ajouté aux défenses. Des fagots imbibés d'huile sont disposés à des endroits stratégiques en cas d'attaque nocturne. Des explosifs sont dissimulés dans des bâtiments périphériques situés au-delà du périmètre de défense, afin de pouvoir exploser si l'ennemi les occupe. Des tessons de bouteilles sont disposés devant les chariots. À l'exception des fusils de chasse, il y a peu d'armes à Bulawayo. Heureusement pour les colons, il y a quelques pièces d'artillerie en état de marche et quelques mitrailleuses.
Plutôt que d'attendre passivement, ils décident de mettre sur pied des patrouilles, nommées Bulawayo Field Force, commandées par des hommes tels Frederick Selous et Frederick Russell Burnham ; elles partent à la rescousse des colons survivants et mènent des attaques contre les Ndébélé. Selous crée une troupe montée de quarante hommes qui patrouille au sud dans les collines Matobo. Maurice Gifford, un officier militaire britannique, disposant lui aussi de quarante hommes, se dirige vers l'est et la rivière Iniza. Lorsque des colons sont découverts, ils montent dans des chariots qui les emmènent, sous bonne garde, à Bulawayo. Durant la première semaine d'affrontement, vingt hommes des Bulawayo Field Force sont tués et cinquante blessés.

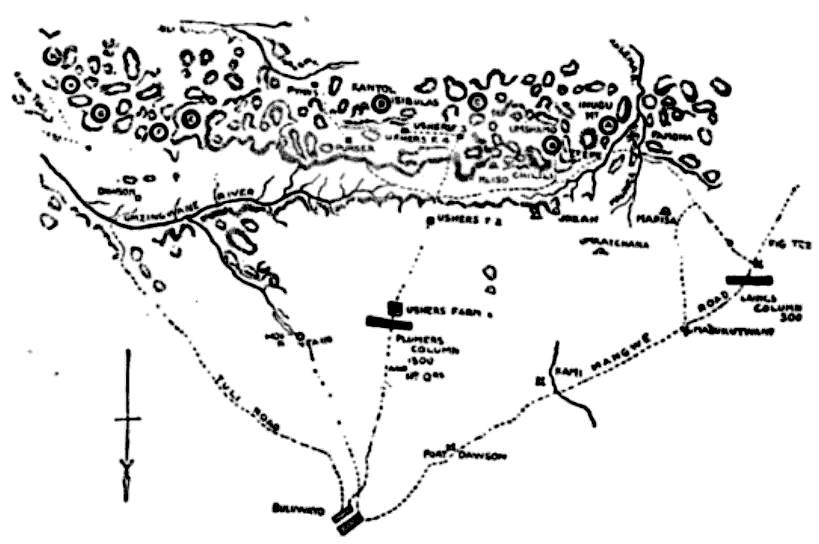
Carte de Bulawayo et des collines de Matobo, dessinée par Baden-Powell.

Durant la première guerre ndébélé, les Ndébélé avaient expérimenté l'efficacité des mitrailleuses Maxim, ils attendent donc d'avoir rassemblé plus de 10 000 hommes près de la ville de Bulawayo pour l'assiéger. Les conditions de vie dans la ville deviennent rapidement insupportables. Durant la journée, les gens peuvent utiliser les bâtiments, mais, la nuit venue, ils se serrent à l'intérieur du laager, beaucoup plus petit. Près de 1 000 femmes et enfants s'y entassent et les fausses alarmes sont fréquentes. Les Ndébélé assiègent la ville mais commettent une grave erreur, ils négligent de couper les lignes télégraphiques qui la relient à Mafeking. Cela permet aux forces de secours et à la Bulawayo Field Force de disposer de beaucoup plus d'informations que celles qu'elles auraient pu obtenir autrement.
Plusieurs colonnes de secours sont organisées, mais leur cheminement à travers un pays hostile est lent et prend plusieurs mois. À la fin du mois de mai, les deux premières colonnes arrivent près de Bulawayo presque le même jour mais venant de deux directions opposées. Cecil Rhodes et le colonel Beal arrivent de Salisbury et Fort Victoria au Mashonaland, situés 450 kilomètres au nord, tandis que lord Grey et Herbert Plumer viennent de Kimberley et Mafeking, à 900 kilomètres au sud. Les forces venant du sud sont proches de tomber dans une embuscade, mais Frederick Selous découvre l'endroit où se dissimulent les guerriers et les mitrailleuses Maxim repoussent les assaillants. Peu de temps après l'arrivée des secours, le général Frederick Carrington arrive pour assurer le commandement avec l'aide de son chef d'état-major, le colonel Baden-Powell.
Avec la levée du siège, 50 000 Ndébélé se retirent dans leur bastion des collines de Matobo. La région devient le théâtre de combats acharnés entre les révoltés et les patrouilles des colons. En juin, les Shona se joignent aux combats, comme ils l'avaient promis. Mais, faute d'un dirigeant inspiré comme le mlimo, ils restent le plus souvent derrière leurs fortifications et ne mènent que peu de raids[réf. nécessaire].

### Assassinat dumlimo

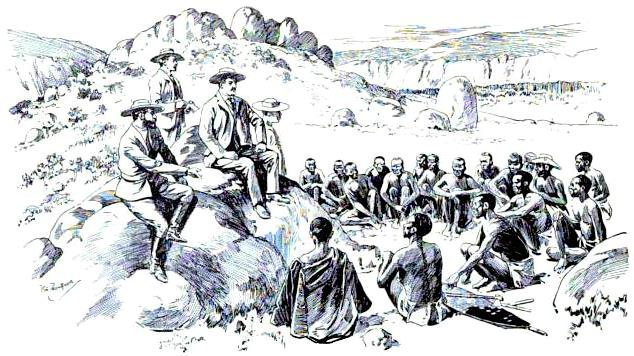
Cecil Rhodes en pourparlers avec les Ndébélé dans les collines de Matobo, 1896 ; dessin de Baden-Powell.

Les renseignements militaires de l'époque estiment que capturer le mlimo serait la voie la plus rapide pour terminer la guerre. L'emplacement de la grotte sacrée du mlimo avait été révélé au commissaire aux affaires autochtones à Mangwe, Bonar Armstrong, par un informateur Zoulou inconnu. Armstrong rapporte immédiatement l'information au chef des éclaireurs, Burnham, et ils préviennent l'administrateur de la Rhodésie du Sud, Albert Grey. L'administrateur leur demande d'en informer le commandant militaire, le général Carrington, lequel convoque son chef d'état-major, Baden-Powell. Carrington demande à Burnham, Armstrong et Baden-Powell de se mettre en mouvement la nuit même, avec les instructions suivantes : « Capturez le mlimo si possible. Tuez-le si nécessaire. Ne le laissez pas s'échapper. » L'annonce de mouvements d'ennemis près de Bembezi oblige Baden-Powell à s'y rendre. Burnham et Armstrong se rendent dans les collines Matobo,.
Ils voyagent de nuit et approchent de la grotte sacrée. Non loin, se trouve un village d'environ cent habitations, remplies de guerriers. Les deux éclaireurs attachent leurs chevaux dans un bosquet et rampent prudemment, en se cachant avec des branches ; ils atteignent la grotte, où ils attendent l'arrivée du mlimo. Juste après que ce dernier a commencé sa danse d'immunité, Burhnam le tue d'un coup de feu droit au cœur,. Les deux hommes s'échappent ensuite en courant en direction de leurs chevaux. Les guerriers s'emparent de leurs armes et se lancent à leur poursuite. Burnham met le feu au village pour faire diversion. Les deux s'enfuient vers Bulawayo avec les guerriers à leurs trousses.
Après cet assassinat, la presse étrangère qualifie Burnham et Armstrong de « héros de l'empire britannique ». Mais, en Rhodésie, une partie de la presse est sceptique. Il y aurait eu erreur sur la personne, le prêtre ou le prophète tué dans les Matobo n'étant peut-être pas le mlimo,. Sur la foi des rapports militaires, Carrington pense que le mlimo est l'autorité spirituelle centrale et que « ses ordres se répandaient d'un bout à l'autre du pays très rapidement. » L'historien Terence Ranger écrit que « Carrington surestimait très probablement la centralisation du pouvoir [autour du mlimo] » et que « Baden-Powell et les autres avaient tendance à confondre les différents sanctuaires présents dans les collines en un unique. » Frederick Selous croit que le grand prêtre du mlimo vit dans les Matobo, mais aussi qu'« il y a d'autres prêtres, nommés umlimos, en d'autres endroits du pays dont la population croit qu'ils transmettent aussi les ordres du Tout-Puissant. » Burnham exécute les ordres de Carrington et, à l'instar de Carrington, il se repose massivement sur les informations d'Armstrong et du renseignement militaire,. Armstrong, instigateur et participant actif à l'opération, est, selon le commissaire aux affaires indigènes, E. C. Harley, « un expert quant aux autochtones, leur langue, leurs coutumes et leur mentalité ». Armstrong est aussi Major dans la Mangwe Field Force, et Selous le décrit comme jeune mais « futé et capable »,. Selous et Harley disent qu'Armstrong commandait le laager de Mangwe, bien que Baden-Powell et d'autres sources donnent van Rooyen et Lee comme en étant les commandants,,. Certains auteurs décrivent aussi Armstrong comme jeune et lunatique et disent qu'il exprima aussi ses doutes quant à l'identité de l'homme tué, mais seulement après coup.
À l'origine, la compagnie refuse d'examiner la situation et Burnham quitte la Rhodésie le 11 juin 1896, une semaine après la dissolution de la Bulawayo Force Field, et retourne aux États-Unis, où il participe à la ruée vers l'or du Klondike,. Cependant, sur l'insistance d'Armstrong, un tribunal est constitué pour enquêter sur cet assassinat,. Des auteurs ont commenté le résultat de l'enquête, mais le rapport officiel est perdu,. Se référant à ce rapport, Harley écrit : « le juge [Watermayer] conclut que l'homme tué était le chef des prêtres du mlimo. L'existence d'un autre personnage inconnu associé n'est pas attestée car avec la mort du mlimo, la potentielle tromperie s'est éteinte. » L'historien Hugh Marshall Hole, quant à lui, écrit : « À leur retour, ils ont été grandement applaudis pour s'être acquittés de leur dangereuse mission mais, peu de temps après, après avoir constaté que le mlimo sévissait encore, une enquête officielle est déclenchée, qui conclut que l'affaire entière est une tromperie élaborée. » À l'inverse, les historiens Mary et Richard Bradford, Mary Clarke, Peter Emmerson et Jack Lott sont d'accord avec Harley pour affirmer que la cour a favorisé Armstrong,,,. Emmerson cite un rapport du commissaire aux affaires indigènes, H. J. Taylor, comme preuve que Watermayer a statué en faveur d'Armstrong. Mary et Richard Bradford étudient le rapport de Taylor datant de 1899 ainsi que la correspondance de Hole, et ils suggèrent des erreurs d'interprétation de la part de Hole quant au rapport de Taylor. Clarke et Lott notent tous les deux qu'Armstrong a reçu une montre en or et une lettre de félicitations de la direction de la British South Africa Company après l'énoncé du verdict,.
Concernant l'identité de l'homme exécuté et sa fonction, la confusion règne. En juin 1896, le père Prestage, le capitaine van Rooyen, Hans Lee et Armstrong rencontrent à Mangwe « plusieurs centaines d'autochtones assemblés pour entendre la déclaration faite par les témoins que Gotani, l'homme tué par Brunham, était le mlimo des Ndébélé. » Harley déclare que « durant l'enquête [de Watermayer], le père Prestage, grâce à sa connaissance de l'umlimo et de son pouvoir, a apporté des informations faisant autorité et qui ont grandement aidé l'enquête. » Mais le rapport du commissaire aux affaires indigènes, Taylor, mentionne que « Armstrong, par menace et par pots-de-vin, a amené certains autochtones à se parjurer et à jurer ce qui était faux,. » Taylor joint à son rapport une déclaration sous serment d'un « certain Jonas, messager en chef au bureau de l'ANC de Mangwe », qui déclare « j'ai juré que Jobane était le mlimo, mais je mentais à l'époque ; je n'ai jamais reçu de bétail de la part d'Armstrong, mais il m'a payé cinq shillings. » Taylor rapporte également que « Dshobane, [était] supposé être le mlimo » assassiné, quoiqu'il ne précise pas si « Jobane » et « Dshobane » sont deux manières différentes d'orthographier le nom d'une même personne.
Au cours du temps, les historiens ont avancé plusieurs noms différents quant à l'homme assassiné et sa fonction. En 1966, Ranger émet l'hypothèse que l'homme exécuté n'était pas issu des monts Matobo, mais plutôt un prêtre loyal des Kalanga, un peuple du sud-ouest du Matabeleland, et il note qu'en 1879 le rapport d'un missionnaire, John Cockin, mentionne que le prêtre du sud-ouest se nommait Umkombo. Mais, en 1967, Ranger déclare que Jobani (ou Tshobani) était le grand-prêtre du sud-ouest et qu'« ils ont obtenu des Indunas de Mangwe des déclarations sous serment attestant que l'homme exécuté, Jobani ou Habangana, était le grand-prêtre de Mwari et l'instigateur principal de la rébellion. » En 1976, Lott dit que Ranger se fie à « l'universitaire américain Richard Werbner » et que de « récentes découvertes ont confirmé que Burnham avait tué le « faiseur de pluie » (iwosana) des Kalanga, Hobani ou Tshobani, quatrième fils de la famille Banko. » En 1994, Mary et Richard Bradford écrivent que « Burnham a peut-être tiré sur un homme innocent, mais ce n'était pas prémédité. Il agissait sur ordres. » Les Bradford remarquent ensuite que, « Si Jobani était innocent, il fut la victime non pas de Burnham mais d'une conception erronée que se faisaient les Blancs du culte du mlimo et des difficultés à distinguer les amis des ennemis dans une guerre non conventionnelle. »
Il n'y a pas de consensus clair quant à l'identité de l'homme exécuté dans les monts Matobo, mais l'historien Howard Hensman déclare « avec la chute de Wedza et l'exécution du mlimo dans une grotte des monts Matobo par l'éclaireur américain Burnham, on peut dire que la rébellion ndébélé prend fin. » Après avoir appris la mort du mlimo, Cecil Rhodes se rend, désarmé, dans le bastion des Ndébélé et persuade les guerriers de déposer leurs armes. Avec la fin effective de la guerre au Matabeleland, la Bulawayo Field Force est dissoute le 4 juillet 1896. Concernant les forces britanniques dirigées par Carrington, Hensman écrit, « à l'approche de la saison des pluies, et eu égard à la paix instaurée au Matabeleland, les troupes, du moins la majeure partie, sont transférées vers le Mashonaland. »

## Guerre au Mashonaland
La guerre au Mashonaland éclate le 18 juin 1896 à Mazowe par une attaque sur la mine Alice, menée par les hommes de la chefferie dirigée par dynastie Hwata. Elle est inspirée en grande partie par les svikiro, les prophètes shona, adeptes du culte de Mwari, qui possèdent un pouvoir dépassant celui des chefs séculiers qui n'ont d'influence que sur leur propre chefferie. Parmi les sviriko d'importance, se trouvent la médium Nehanda Nyakasikana, qui sera exécutée pour avoir tué le commissaire Pollard, Sekuru Kaguvi, qui était influent dans la zone de Goromonzi, et Mukwati dont la zone d'influence se situait au Matabeleland,,. Outre les dirigeants spirituels, les dirigeants séculiers jouent un rôle majeur dans la rébellion, notamment le chef  Mashayamombe, qui conduit les hostilités dans sa chefferie de Mhondoro, au sud de Salisbury (actuellement Harare). Il est parmi les premiers à se rebeller et est le dernier à être défait. Il est aidé par beaucoup des districts alentour, tel celui de Chikomba. D'autres chefs jouent un rôle important tels Gwabayana, Makoni, Mapondera, Mangwende et Seke.
Avec la fin de la guerre au Matabeleland, le général Carrington est en mesure de concentrer ses forces sur le Mashonaland et les rebelles sont forcés à la retraite dans les kopjes. Kaguvi est capturé en octobre 1897 et Nehanda deux mois plus tard. Ils sont exécutés le 2 mars 1898. Sans commandement centralisé  et privés du soutien des svikiro, les chefs shona sont défaits un par un par Carrington et ses mitrailleuses Maxim, jusqu'à la fin presque totale de la résistance ; Mukwati n'est pas capturé mais il meurt à Mutoko, sans doute assassiné par un des siens,.

## Rébellion de Mapondera
Le pays n'est cependant pas totalement pacifié, et des troubles sporadiques et des guérillas limitées existent jusqu'en 1903. Ainsi, en 1901, le chef Kadungure Mapondera, qui s'était déclaré en 1894 indépendant des règles imposées par la BSAC, conduit une rébellion à Guruve et au mont Darwin, dans ce qui est de nos jours la province de Mashonaland central. Il conduit une force constituée initialement de cent hommes, mais six cents autres sont sous ses ordre au milieu de l'année 1901. Il est fait prisonnier en 1903 et meurt en prison en 1904 des suites d'une grève de la faim.

## Conséquences
La rébellion échoue et n'a pas d'influence sur la politique ultérieure de la BSAC. Ainsi, la hut tax, un des griefs à la base de la révolte au Mashonaland, reste en place. Le Mashonaland et le Matabeleland deviennent la Rhodésie et sont sous la férule de la BSAC. La postérité retient cependant le nom des leaders tels Kaguvi, Mapondera,  Nehanda… qui inspirent les générations qui suivent.

### Naissance du scoutisme

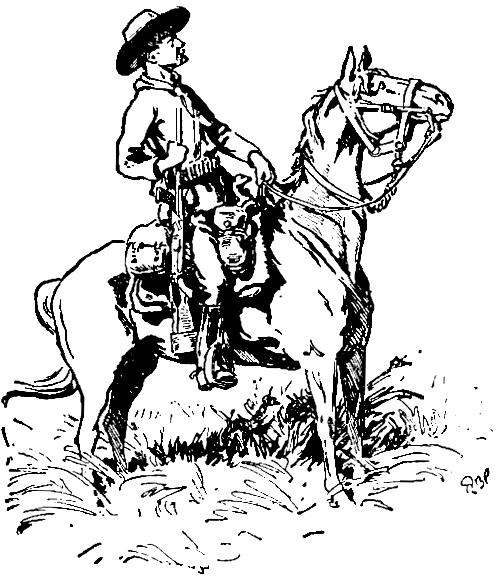
Dessin de Baden-Powell représentant le chef des éclaireurs, Frederick Burnham, dans les Monts Matobo, 1896.

Peu après les débuts de la guerre, Baden-Powell est nommé chef d'état-major du général Frederick Carrington ; il rencontre Frederick Russell Burnham, américain au service des Britanniques et chef des éclaireurs ; c'est le début d'une longue amitié entre les deux hommes. C'est une expérience fondatrice pour Baden-Powell, non seulement parce qu'il acquiert l'expérience de commander des missions de reconnaissance en territoire ennemi, mais aussi parce que c'est à cette occasion qu'il développe ses conceptions concernant le scoutisme, dont il est le fondateur. Burnham est éclaireur durant presque toute sa vie aux États-Unis avant de se rendre en Afrique en 1893, au service de Cecil Rhodes, pour travailler au projet du chemin de fer Le Cap – Le Caire. En tant que chef des éclaireurs sous l'autorité du Major Allan Wilson, il commence à acquérir une certaine réputation et, en Afrique, on l'appelle « celui qui voit dans le noir ». Il devient célèbre au cours de la première guerre ndébélé lorsqu'il survit au massacre de la patrouille de la Shangani.
Durant leurs patrouilles conjointes dans les monts Matobo, Burnham enseigne à Baden-Powell le woodcraft (« l'art de vivre dans les bois »), ce qui l'inspire pour élaborer ultérieurement le contenu de la formation et le code d'honneur du scoutisme,. Pratiqué essentiellement par les pionniers de la conquête de l'Ouest et les Amérindiens, le woodcraft est pratiquement inconnu des Britanniques, mais pas de Burnham, l'Américain. Ces compétences forment la base de ce qu'on appelle de nos jours le scoutcraft, les principes fondamentaux du scoutisme. Les deux hommes se rendent compte que les guerres en Afrique sont en train de changer et que l'armée britannique doit s'adapter. Durant leurs patrouilles, Burnham et Baden-Powell discutent du principe d'un nouveau programme de formation pour les jeunes hommes, fondé sur l'exploration, le pistage humain et l'auto-suffisance. C'est aussi pendant cette période dans les monts Matobo que Baden-Powell commence à porter ce qui sera sa caractéristique, son chapeau de brousse, similaire à celui de Burnham, et c'est aussi là qu'il acquiert une corne de koudou qu'il utilisera plus tard chaque matin, dans l'île de Brownsea Island, pour réveiller les jeunes scouts en formation,,.

### Monuments
Selon sa volonté, Cecil Rhodes voulait être enterré dans les monts Matobo ; lorsqu'il meurt au Cap en 1902, son corps est emmené en train à Bulawayo. Les chefs Ndébélé assistent à son enterrement ; ils demandent qu'aucun coup de feu ne soit tiré afin de ne pas déranger les esprits. Puis, pour la première et sans doute l'unique fois pour un homme blanc, ils lui donnent le salut royal, le bayete. Rhodes est enterré auprès de Jameson et des trente quatre soldats de la patrouille de la Shangani.